# Franz von Brzeski
Franz Thomas von Brzeski (* 31. Januar 1838 in Lukoszyn bei Kirchlich Bondkowo in Russland; † 2. November 1887 in Cieslin bei Inowrazlaw) war ein polnischer Rittergutsbesitzer und Parlamentarier in Preußen.

## Leben
Franz von Brzeski studierte an der Rheinischen Friedrich-Wilhelms-Universität Bonn. 1857 wurde er Mitglied des Corps Guestphalia Bonn. Nach dem Studium lebte er als Besitzer der Rittergüter Cieslin und Soykowo in Cieslin, wo er starb.
Von 1882 bis zu seinem Tod 1887 war Brzeski für den Wahlkreis Posen 7 (Schrimm, Schroda, Wreschen) Mitglied des Preußischen Abgeordnetenhauses. Er gehörte der Fraktion der Polen an.
Brzeskis Nachkommen wurden 1912 in den preußischen Adelsstand aufgenommen.